# Gustave Botiaux
Gustave Pierre Botiaux, né le 14 juillet 1926 à Paris 14e, est un artiste lyrique, ténor français. 

## Biographie
Lauréat du concours de ténors de Cannes en 1954, il est engagé aussitôt comme premier ténor au théâtre de la Monnaie de Bruxelles, puis très rapidement à l'Opéra de Paris où il tiendra les premiers emplois pendant plusieurs années, ainsi qu'à la salle Favart.

## Sa voix
Un timbre de voix de qualité rare, un physique athlétique et un charisme hors normes l'amenèrent tout naturellement à se produire dans tous les théâtres de France, ainsi qu'à l'étranger, et à y interpréter Samson, qui fut bientôt suivi par Radamès, Lohengrin, Jean, un mémorable Roméo, Faust, Don José, Werther, Julien dans Louise, Mario dans la Tosca, le duc de Mantoue, Turiddu, Pinkerton.

## Ses rôles
L'Opéra-Comique connut dans ces années-là quelques-unes de ses heures les plus brillantes avec la fréquente programmation de Cavalleria Rusticana et Paillasse au cours desquelles Botiaux prêtait sa voix éclatante, sa fougue et sa prestance à Turridu, tandis que le légendaire Tony Poncet triomphait dans Canio.
Le succès constant remporté dans tous ses emplois fit que sa réputation, dans les années 1960 s'étendit rapidement jusqu'au Japon et en URSS .
Ce fut la province française qui lui offrit deux de ses rôles les plus emblématiques : Vasco de Gama dans L'Africaine de Meyerbeer, et, davantage encore, le rôle de Sigurd, dans l'opéra du même nom de Reyer. Emploi dans lequel sa réputation évoqua celle de ses prestigieux prédécesseurs, dont César Vezzani et José Luccioni. Dans la même période, il assura également la reprise en langue française de La fille du Far West de Puccini, ouvrage fort peu représenté à ce moment-là en pays francophones.
Il faut noter aussi certaines de ses interventions mémorables dans le cadre des grands festivals d'été, tout particulièrement aux 
Chorégies d'Orange et dans les Arènes de Nîmes où son incarnation saisissante du prophète Jean dans Hérodiade atteignait un niveau d'interprétation que l'on ne peut qualifier que d'exceptionnel.
Une période de mauvaise santé l'amena à espacer ses apparitions de 1964 à 1968. Il reprit avec brio sa carrière dans une vaillante Hérodiade à Aix-en-Provence, et fit de nouveau partie de la troupe de la RTLN jusqu'en 1973. Dans ces circonstances, il aborda le rôle de Canio dans Paillasse, et de façon plus imprévisible Alfred dans La Chauve-Souris de Johann Strauss. Il mena également à nouveau sa carrière en province avec notamment de nombreuses représentations de Rigoletto, Carmen, Tosca.

## Ses enregistrements
Au cours des années 1960, il enregistra 4 récitals d'airs d'opéras (trois 33 tours et un 45 tours) ainsi que quelques sélections : Faust,  Carmen, Le Pays du sourire, Tosca, Sigurd, et enfin un récital d'airs militaires. Une partie de ces enregistrements vient de faire l'objet d'une réédition  sous forme d'un album double CD chez Malibran-Music.
En 1973, il choisit d'abandonner le théâtre, laissant un vide qui ne fut jamais comblé à ce jour dans l'interprétation de certains emplois, comme ce Sigurd réédité aussi chez Malibran-Music   déjà cité, dont son interprétation, d'une rigueur exemplaire reste un moment de chant et de théâtre inoubliable pour ceux qui y ont assisté.